# ATC kod A14
ATC kod A14 Anabolički agensi za sistemsku upotrebu su terapeutska podgrupa sistema za anatomsko terapeutsko hemijsku klasifikaciju. Ovaj sistem alfanumeričkih kodova je razvio  za klasifikaciju lekova i drugih medicinskih proizvoda.  Podgrupa A14 je deo anatomske grupe A Alimentarni trakt i metabolizam.

Kodovi za veterinarsku upotrebu (ATCvet kodovi) se mogu formirati stavljanjem slova Q ispred humanih ATC kodova: QA14... 
Nacionalna izdanja ATC klasifikacije mogu da obuhvataju dodatne kodove koji nisu prisutni na ovoj listi.

## A14AAnabolički steroidi

### A14AAAndrostanskiderivati
A14AA01 Androstanolon
A14AA02 Stanozolol
A14AA03 Metandienon
A14AA04 Metenolon
A14AA05 Oksimetholon
A14AA06 Hinbolon
A14AA07 Prasteron
A14AA08 Oksandrolon
A14AA09 Noretandrolon

### A14ABEstrenskiderivati
A14AB01 Nandrolon
A14AB02 Etilestrenol
A14AB03 Oksabolon cipionat